# Eldguldsteklar
Eldguldsteklar (Chrysis) är ett släkte av parasitoida och kleptoparasitiska guldsteklar (Chrysididae).

## Taxonomi och släktskap
Släktet beskrevs av Carl von Linné 1761 och ingår i tribus Chrysidini, underfamiljen Chrysidinae och familjen guldsteklar (Chrysididae).

## Ekologi
Likt andra guldsteklar är arterna inom släktet eldguldsteklar parasitoida och kleptoparasitiska.

## Utbredning
I Sverige har 26 olika arter inom släktet påträffats och 24 stycken anses vara bofasta. Fyra av dessa arter är rödlistade i Sverige, nordguldstekel är akut hotad, solguldstekel är starkt hotad, kortfotad guldstekel och irisguldstekel är nära hotade.

## Arter
- Chrysis adipata Linsenmaier, 1997
- Chrysis aestiva Dahlbom, 1854
- Chrysis agilis Smith, 1874
- Chrysis albanica Trautmann, 1927
- Chrysis amasina Mocsáry, 1889

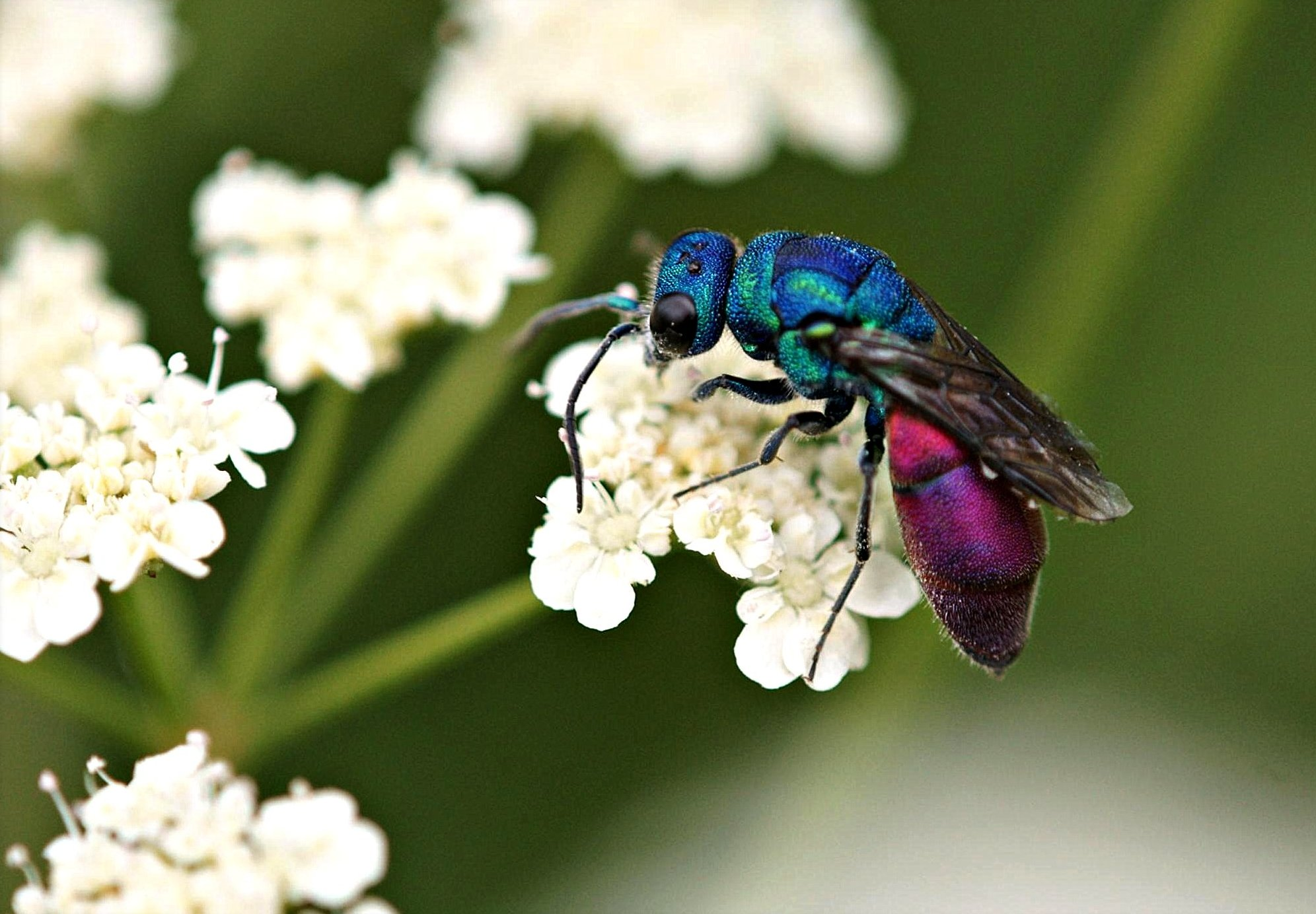
Foto på individ av oidentifierad art inom släktet eldguldsteklar, möjligtvis Chrysis trimaculata.

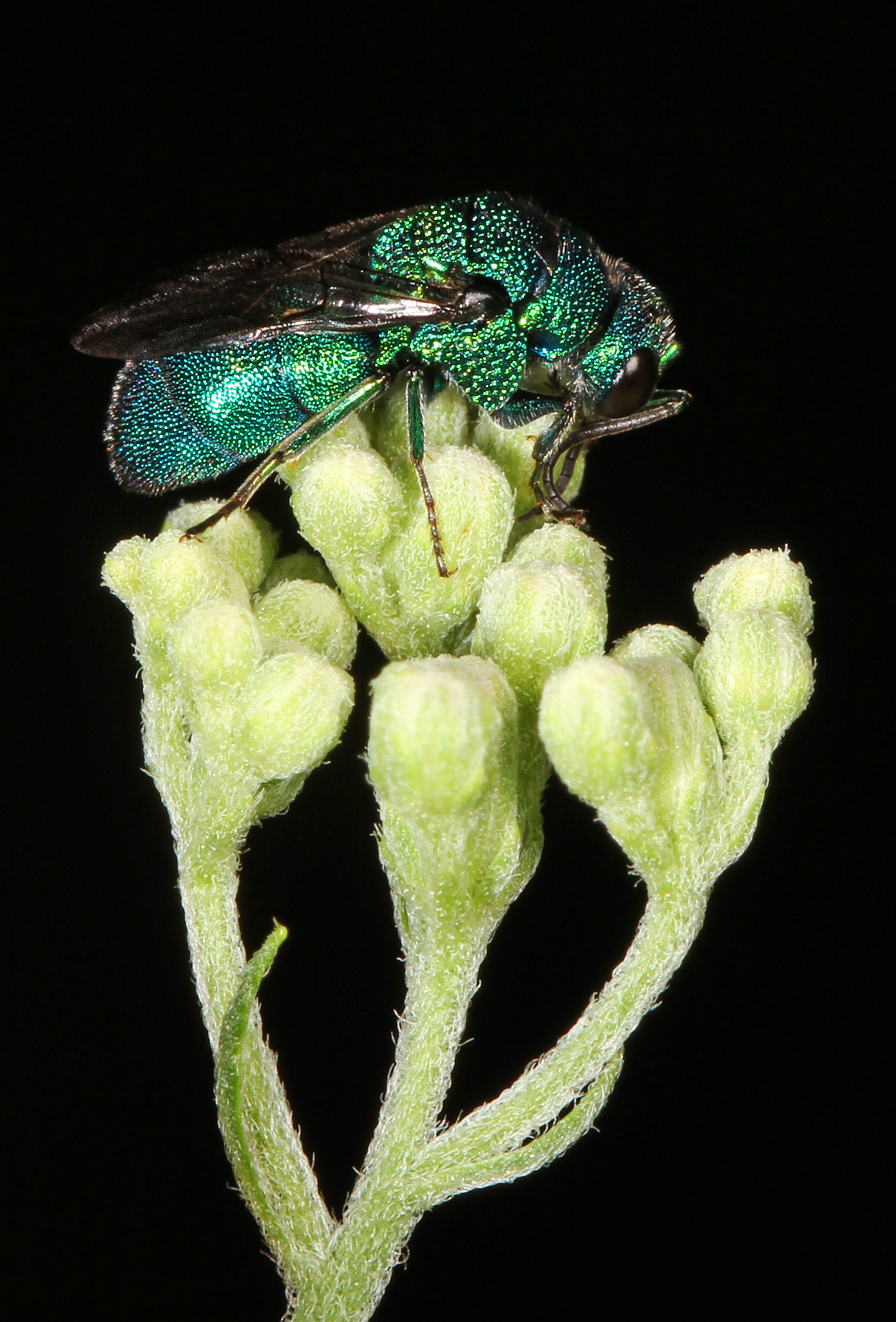
Foto på individ av oidentifierad art inom släktet eldguldsteklar.

- Chrysis ambigua Radoszkowski, 1891
- Chrysis analis Spinola, 1808
- Chrysis andradei Linsenmaier, 1959
- Chrysis angolensis Radoszkowski, 1881
- Chrysis angustifrons Abeille de Perrin, 1878
- Chrysis angustula Schenck, 1856 (smal guldstekel)
- Chrysis annulata Du Buysson, 1887
- Chrysis anoma Bohart, 1991
- Chrysis aridula Bohart, 1962
- Chrysis atraclypeata Linsenmaier, 1968
- Chrysis atriventra
- Chrysis atrocomitata Linsenmaier, 1993
- Chrysis auriceps Mader, 1936
- Chrysis aurotecta Abeille de Perrin, 1878
- Chrysis ausae Bohart, 1985
- Chrysis australis Bohart, 1985
- Chrysis balearica Linsenmaier, 1968
- Chrysis berlandi Linsenmaier, 1959
- Chrysis bicolor Lepeletier, 1806 (östlig guldstekel)
- Chrysis bipartita Smith, 1874
- Chrysis blanchardi Lucas, 1849
- Chrysis borealis Paukkunen et al., 2015 (tajgaguldstekel)
- Chrysis brevicollis Linsenmaier, 1987
- Chrysis breviradialis Linsenmaier, 1968
- Chrysis brevitarsis Thomson, 1870 (kortfotad guldstekel)
- Chrysis bytinskii Linsenmaier, 1959
- Chrysis caeruliventris Abeille de Perrin, 1878
- Chrysis calimorpha Mocsáry, 1882
- Chrysis calpensis Du Buysson, 1896
- Chrysis canaria Linsenmaier, 1959
- Chrysis caspiensis Linsenmaier, 1959
- Chrysis castiliana Linsenmaier, 1968
- Chrysis castillana Du Buysson, 1894
- Chrysis cerastes Abeille de Perrin, 1877
- Chrysis cessata Buysson, 1891
- Chrysis chalcea Móczáry, 1965
- Chrysis chinensis Mocsáry, 1912
- Chrysis chlorospila Klug, 1845
- Chrysis chrysoprasina Förster, 1853
- Chrysis chrysoscutalla Linsenmaier, 1959
- Chrysis chrysostigma Mocsáry, 1889
- Chrysis chrysoviolacea Linsenmaier, 1968
- Chrysis cingulicornis Foerster, 1853
- Chrysis clivosa Linsenmaier, 1959
- Chrysis coa Invrea, 1939
- Chrysis coerulans Fabricius
- Chrysis cohaerea Linsenmaier, 1959
- Chrysis comitata Linsenmaier, 1968
- Chrysis comparata Lepeletier, 1806
- Chrysis comta Förster, 1853
- Chrysis conica Brullé, 1846[6]
- Chrysis consanguinea Mocsáry, 1889
- Chrysis corsica Du Buysson, 1896
- Chrysis cortii Linsenmaier, 1951
- Chrysis corusca Valkeila, 1971 (murguldstekel)
- Chrysis curtisensis (Linsenmaier, 1982)
- Chrysis cyanea (Linnaeus, 1761)
- Chrysis cylindrica Eversmann, 1857
- Chrysis cypruscula Linsenmaier, 1959
- Chrysis daphnis Mocsáry, 1889
- Chrysis dentifrontis Linsenmaier, 1982
- Chrysis diacantha Mocsáry, 1889
- Chrysis distincta Mocsáry, 1887
- Chrysis duplogermari Linsenmaier, 1987
- Chrysis dusmetina Bohart, 1991
- Chrysis elegans Lepeletier, 1806
- Chrysis emarginatula Spinola, 1808
- Chrysis equestris Dahlbom, 1845 (regnbågsguldstekel)
- Chrysis exsulans Dahlbom, 1854
- Chrysis fasciata Olivier, 1790
- Chrysis festina Smith, 1874
- Chrysis frankenbergeri Balthasar, 1953
- Chrysis friesei Du Buysson, 1900
- Chrysis frivaldszkyi Mocsáry, 1882
- Chrysis fugax Abeille de Perrin, 1878
- Chrysis fulgida Linnaeus, 1761 (blåröd guldstekel)
- Chrysis fulvicornis Mocsáry, 1889
- Chrysis germari Wesmael, 1839
- Chrysis globuliscutella Linsenmaier, 1993
- Chrysis gracillima Foerster, 1853
- Chrysis graelsii Guérin, 1842
- Chrysis gribodoi Abeille de Perrin, 1877
- Chrysis grohmanni Dahlbom, 1854
- Chrysis handlirschi Mocsáry, 1889
- Chrysis heraklionica Linsenmaier, 1968
- Chrysis hohmanni Linsenmaier, 1993
- Chrysis hydropica Abeille de Perrin, 1878
- Chrysis inaequidens
- Chrysis ignescoa Linsenmaier, 1959
- Chrysis ignicollis (Trautmann, 1926)
- Chrysis ignifacies Mercet, 1904
- Chrysis ignita (Linnaeus, 1761) (gnistguldstekel)
- Chrysis illigeri Wesmael, 1839 (backguldstekel)
- Chrysis immaculata Du Buysson, 1898
- Chrysis impressa Schenck, 1856 (sadelguldstekel)
- Chrysis impostor Mocsáry, 1887
- Chrysis inaequalis Dahlbom, 1845
- Chrysis inclinata Linsenmaier, 1959
- Chrysis indica Schrank, 1804
- Chrysis indigotea Dufour & Perris, 1840 (indigoguldstekel)
- Chrysis insperata Chevrier, 1870 (blåspetsad guldstekel)
- Chrysis integra Fabricius, 1787
- Chrysis interceptor Smith, 1874
- Chrysis interjecta Du Buysson, 1895
- Chrysis intrudens Smith, 1865
- Chrysis iris Christ, 1791 (irisguldstekel)
- Chrysis irreperta Linsenmaier, 1959
- Chrysis iucunda Mocsáry, 1889
- Chrysis jaxartis Semenov, 1910
- Chrysis judaica Du Buysson, 1898
- Chrysis kolazyi Mocsáry, 1889
- Chrysis lanceolata Linsenmaier, 1959
- Chrysis larochei Linsenmaier, 1993
- Chrysis leachii Shuckard, 1836
- Chrysis leptomandibularis Niehuis, 2000
- Chrysis lincea Fabricius, 1775
- Chrysis longula Abeille de Perrin, 1879 (större eldguldstekel)
- Chrysis lucida Linsenmaier, 1951
- Chrysis maderi Linsenmaier, 1959
- Chrysis magnidens Perez, 1895
- Chrysis magnifacialis Linsenmaier, 1993
- Chrysis manicata Dahlbom, 1854
- Chrysis marginata Mocsáry, 1889
- Chrysis maroccana Mocsáry, 1883
- Chrysis martinella Du Buysson, 1900
- Chrysis mavromoustakisi Trautmann, 1929
- Chrysis mediata Linsenmaier, 1951 (lerguldstekel)
- Chrysis merceti (Trautmann, 1926)
- Chrysis millenaris Mocsáry, 1897
- Chrysis mirabilis Radoszkowski, 1876
- Chrysis misella Du Buysson, 1900
- Chrysis mixta Dahlbom, 1854
- Chrysis mutabilis Du Buysson, 1887
- Chrysis mysticalis Linsenmaier, 1959
- Chrysis nitidula Christ, 1791
- Chrysis norsemanae Bohart, 1985
- Chrysis notidana Bohart, 1985
- Chrysis obtusidens Dufour & Perris, 1840
- Chrysis paglianoi Strumia, 1992
- Chrysis parvimediata (Linsenmaier, 1982)
- Chrysis pellucidula
- Chrysis peninsularis Du Buysson, 1887
- Chrysis perexigua Linsenmaier, 1959
- Chrysis perplexa Buysson, 1898
- Chrysis perpulchra
- Chrysis perrisi Radoszkowski, 1880
- Chrysis perthensis (Linsenmaier, 1982)
- Chrysis phryne Abeille de Perrin, 1878
- Chrysis placida Mocsáry, 1879
- Chrysis portugalia Linsenmaier, 1959
- Chrysis provancheri
- Chrysis provenceana Linsenmaier, 1959
- Chrysis pseudobrevitarsis Linsenmaier, 1951 (timmerguldstekel)
- Chrysis pseudogribodoi Linsenmaier, 1959
- Chrysis pseudoincisa Balthasar, 1953
- Chrysis pseudoscutellaris Linsenmaier, 1959
- Chrysis pulchella Spinola, 1808
- Chrysis pulcherrima Lepeletier, 1806
- Chrysis pyrophana Dahlbom, 1854
- Chrysis pyrrhina Dahlbom, 1845
- Chrysis ragusae De-Stefani, 1888
- Chrysis ramburi Dahlbom, 1854
- Chrysis rectianalis Linsenmaier, 1968
- Chrysis rubrocoerulea Linsenmaier, 1968
- Chrysis ruddii Shuckard, 1837 (gyllenguldstekel)
- Chrysis rufitarsis Brullé, 1832
- Chrysis rutilans Olivier, 1790 (blåtoppad guldstekel)
- Chrysis rutiliventris Abeille de Perrin, 1879
- Chrysis saginata Linsenmaier, 1982
- Chrysis schencki Linsenmeier, 1968 (smalkäksguldstekel)
- Chrysis schiodtei Dahlbom, 1854
- Chrysis scintillans Valkeila, 1971
- Chrysis sculpturata Mocsáry, 1912
- Chrysis scutellaris Fabricius, 1794 (solguldstekel)
- Chrysis sehestedti Dahlbom, 1854
- Chrysis semicincta Lepeletier, 1806
- Chrysis separata (Trautmann, 1926)
- Chrysis sexdentata Christ, 1791
- Chrysis simplonica Linsenmaier, 1951
- Chrysis simulans Mocsáry, 1889
- Chrysis smaragdula Lepeletier & Serville, 1825
- Chrysis solida Haupt, 1956 (skogsguldstekel)
- Chrysis sollicita Mocsáry, 1913
- Chrysis soror Dahlbom, 1854
- Chrysis splendidula Rossi, 1790
- Chrysis subanalis Linsenmaier, 1968
- Chrysis subaurotecta Linsenmaier, 1959
- Chrysis subcoriacea Linsenmaier, 1959 (sammetskantad guldstekel)
- Chrysis subsinuata Marquet, 1879
- Chrysis succincta Linnaeus, 1767
- Chrysis taczanovskii Radoszkowski, 1876
- Chrysis tasmanica Mocsáry, 1889
- Chrysis taurica Mocsáry, 1889
- Chrysis terminata Dahlbom, 1854 (taggpannad guldstekel)
- Chrysis tridens
- Chrysis umbofacialis Linsenmaier, 1993
- Chrysis valesiana Frey-Gessner, 1887
- Chrysis valida Mocsáry, 1912
- Chrysis vanlithi Linsenmaier, 1959 (kustguldstekel)
- Chrysis varidens Abeille de Perrin, 1878
- Chrysis verhoeffi Linsenmaier, 1959
- Chrysis verna Dahlbom, 1854
- Chrysis viridula Linnaeus, 1761 (rödryggad guldstekel)
- Chrysis westerlundi Linsenmaier, 1959
- Chrysis xysa Bohart, 1985
- Chrysis yallingupia (Linsenmaier, 1982)
- Chrysis zetterstedti Dahlbom, 1845 (nordguldstekel)
- Chrysis zylla Bohart, 1985